# Parklind
Parklind, eller holländsk lind (Tilia × europaea) är ett träd inom släktet lindar och familjen malvaväxter.

## Beskrivning
Parklinden är en hybrid  mellan lind, Tilia cordata Mill. och bohuslind, Tilia platyphyllos Scop.. Den känns lättast igen på de stora bladen med nedåtriktad spets och på att varje blomställning är nedböjd under ett blad. I nervvinklarna på bladens undersida sitter en vitaktig hårtofs, dolmatium.

Kvast

Blommorna sitter i kvastar.
Kromosomtal 2n = 82

## Etymologi
- Släktnamnet Tilia är de gamla romarnas namn på lind.
- Artepitetet vulgaris är latin och betyder allmän.
- Artepitetet europeae är också latin. Det betyder från Europa, europeisk.

## Sverige
Parklinden odlas på många platser i Sverige. Den kan också påträffas förvildad, särskilt på Västkusten.[källa behövs]

### Kristinas lind
En av Sveriges äldsta levande parklindar är Kristinas lind i Svartsjö slottspark i Ekerö kommun. Enligt en tradition planterade Gustav II Adolf linden upp och ned 1618 i sorg över att Ebba Brahe gift sig med Jakob De la Gardie. Enligt en annan tradition planterade Gustav II Adolf linden som ett vårdträd vid dottern Kristinas födelse den 8 december 1626. Den tredje var till minne av hans mor som avled 1625. Både dottern och modern hette Kristina varför linden även kallas "Drottning Kristinas lind".